# Beemer
Beemer is een plaats (village) in de Amerikaanse staat Nebraska, en valt bestuurlijk gezien onder Cuming County.

## Demografie
Bij de volkstelling in 2000 werd het aantal inwoners vastgesteld op 773.
In 2006 is het aantal inwoners door het United States Census Bureau geschat op 716, een daling van 57 (-7,4%).

## Geografie
Volgens het United States Census Bureau beslaat de plaats een oppervlakte van
1,0 km², geheel bestaande uit land. Beemer ligt op ongeveer 412 m boven zeeniveau.

## Plaatsen in de nabije omgeving
De onderstaande figuur toont nabijgelegen plaatsen in een straal van 24 km rond Beemer.